# Sven Nordengren
Sven Gunnar Nordengren, född 22 mars 1890 på Thyfors bruk, Kopparbergs län, död 24 augusti 1960, var en svensk ingenjör, företagsledare och uppfinnare med ett 80-tal patent. Han gav även ut egen poesi och berättelser, och översättning av kinesisk poesi.
Sven Nordengren var son till bruksförvaltaren Götrik Nordengren och hans hustru Amalia, född Petrée. Han tog examen vid Kungliga Tekniska Högskolan 1911 och anställdes 1912 som ingenjör vid Konstgödningsfabriks AB i Landskrona, där han var disponent från 1925. År 1931 blev han direktör i AB Förenade superfosfatfabriker.
Han invaldes 1941 som ledamot av Ingenjörsvetenskapsakademien, blev 1945 ledamot av Fysiografiska Sällskapet i Lund och 1947 ledamot av Lantbruksakademien. Han var en av initiativtagarna till att återuppväcka Sankt Knuts Gille i Landskrona 1944 och var Gillets andra ålderman 1955–1960. Han tilldelades Vasaorden 1940.
Nordengren hade en fin litterär bildning och en poetisk ådra. Han skrev både berättelser och dikter. Han publicerade diktsamlingen Thyn som handlade om hans lyckliga barndomsminnen från uppväxten i herrgårdsmiljön i Värmland. Privat utgav han också översättning av kinesiska dikter från Tangperioden samt diktsamlingen Albumblad. Han trakterade fiolen ofta och han hade alltid block och akvarellfärger med sig.
Nordengren ingick äktenskap 1920 med Margit, född Torpson, dotter till seminarierektor Nils Torpson och Klara, född Svensson. De fick fyra barn: Rolf född 1921, Einar född 1924, Sven född 1927 och Yngve född 1935. Makarna Nordengren bosatte sig 1927 i Villa Sjövik på Strandvägen 49 i Landskrona.